# Arthur Lewis Hall
Arthur Lewis Hall (* 10. Januar 1872 in Birmingham; † 13. August 1955 in Pretoria) war ein britisch-südafrikanischer Geologe.

## Leben
Der Sohn eines anglikanischen Geistlichen wuchs zeitweise in Deutschland auf, besuchte Schulen in Freiburg, Bonn, Schwehn und Kassel und studierte ab 1891 am University College Bristol und an der University of Cambridge (Gonville and Caius College) mit dem Bachelor-Abschluss 1899 mit Bestnoten in den Tripos für Naturwissenschaften. Außerdem erhielt er das Harkness-Stipendium in Geologie der Universität Cambridge. Er kartierte mit Phillip Lake in Wales, war Lehrer am Dulwich College und studierte die Geologie von Großbritannien, Irland und der Alpen. 1900 heiratete er und war ab 1902 Geologe in der Landesaufnahme der Transvaal-Kolonie in Südafrika, das gerade aus dem Zweiten Burenkrieg hervorging. Zunächst kartierte er unter H. Kynaston in der Umgebung von Pretoria. Trotz schwieriger Ausgangsbedingungen kartierte er in den ersten acht Jahren rund 40.000 Quadratkilometer, meist zu Fuß. Nach der Gründung der Südafrikanischen Union 1910 setzte er die Arbeit bis zu seiner Pensionierung 1932 in der geologischen Landesaufnahme Südafrikas fort, ab 1915 als Assistant Director des Geological Survey of South Africa. Nach seiner Pensionierung war er weiter wissenschaftlich und als beratender Geologe aktiv.
Neben geologischer Kartierung erforschte er die Bodenschätze (Zinn, Asbest, Gold, Magnesit, Korund, Mica, weitere Mineralien), besonders im Bushveld-Komplex, und ist für petrographische und stratigraphische Studien Südafrikas bekannt. Er führte das Swaziland System des Archaikums ein mit der Einteilung in Onverwacht, Moodies und Jamestown-Serie. Von ihm stammen umfangreiche Bibliographien zur südafrikanischen Geologie. Er war auch für die geologische Abteilung des Transvaal-Museums zuständig und stellte seine Sammlungen dem South African Museum in Kapstadt zur Verfügung.
1922 führte er die Mitglieder der Shaler Memorial Expedition (darunter Gustaaf Adolf Frederik Molengraaff) durch den Bushveld-Komplex in Sekukuniland. 1929 war er Generalsekretär des 15. Internationalen Geologenkongresses in Pretoria.
1913/14 war er Präsident der Geological Society of South Africa, deren erster Empfänger der David Draper Memorial Medal er 1932 war. 1925 war er Präsident der South African Geographical Society. Er wurde Fellow der Royal Society und der Geological Society of London (1900), deren Murchison-Medaille er 1930 erhielt. 1934 wurde er korrespondierendes Mitglied der Geological Society of America. Er war Ehrenmitglied der Geologischen Vereinigung und erhielt einen Doktorgrad (D. Sc.) der Universität Cambridge, während er in Südafrika war. 

## Schriften
- The geology of the Murchison Range, 1912
- The geology of the Barberton gold mining district, including the adjoining portion of northern Swaziland, 1918
- The Transvaal Drakensberg, South African Geographical Journal, 1925 (Presidential Address)
- The Bushveld Igneous Complex, with special reference to the Eastern Transvaal, Exkursionsführer, 15. Int. Geologenkongress Pretoria 1929
- Analyses of rocks, minerals, ores, coal, soils and waters from southern Africa, Memoir of the Geological Survey 32, 1938
- The Bushveld Igneous Complex of the central Transvaal, 1932
- mit G. A. F. Molengraaff: The Vredefort mountain land in the southern Transvaal and the northern Orange Free State, Amsterdam, 1925
- A bibliography of South African geology, Pretoria: Geological Survey, Memoirs No. 18 (1922), No. 22 (1924), No. 25 (1927), No. 27 (1931), No. 30 (1937).